# Kirsten Price
Kirsten Price (Providence, 13 de novembro de 1981) é uma modelo e atriz pornográfica americana.

## Biografia
Apesar de nascida em Providence, Rhode Island, ela foi criada em Massachusetts. Após o sucesso como modelo de biquíni e se tornar finalista na competição regional Miss Hawaiian Tropic, começou a trabalhar como modelo nu e striptease, e eventualmentre assinou um contrato exclusivo com a Wicked Pictures em 2005. Price se casou com o ator pornô Barrett Blade em 9 de outubro de 2004. Logo depois acabaram se divorciando.
Em 2006, apareceu como uma das quatro finalistas (no qual acabou vencendo) no reality show My Bare Lady.
Price desempenhou também um pequeno papel em um episódio da série televisiva Weeds. A cena inclui também os atores pornô Jessica Jaymes e Lexington Steele.
Em 2010, ela foi co-anfitriã na apresentação do AVN Awards, junto com a atriz pornô Kayden Kross e o comediante Dave Attell.

## Prêmios e indicações

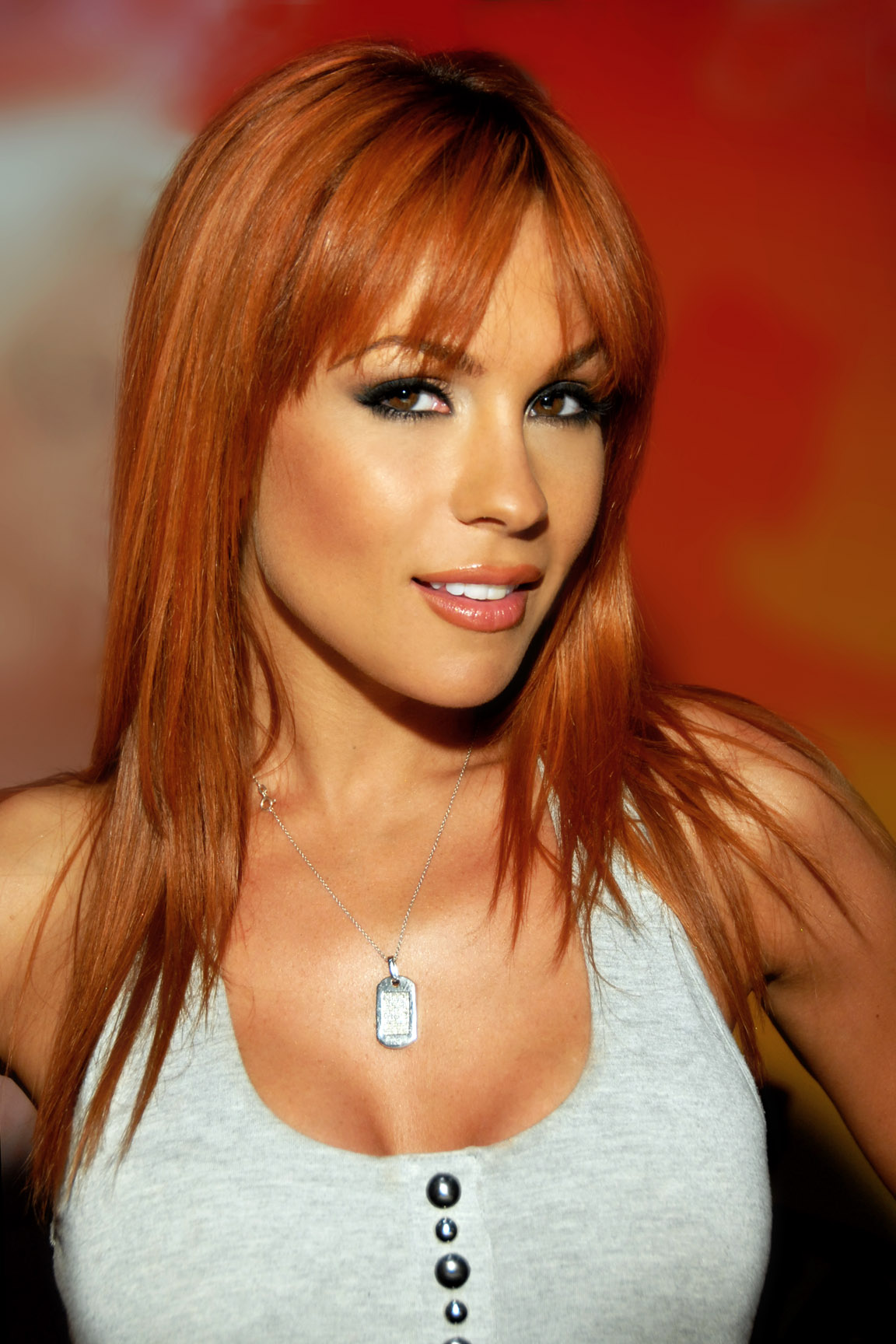
Kirsten Price 2010

| Ano  | Prêmio     | Categoria                                            | Trabalho          | Resultado |
| ---- | ---------- | ---------------------------------------------------- | ----------------- | --------- |
| 2006 | AVN Award  | Best All-Girl Sex Scene, Video                       | Girlvana          | Indicado  |
| 2006 | FAME Award | Hottest Body & Rookie Starlet of the Year            | –                 | Indicado  |
| 2007 | AVN Award  | Best Actress, Video                                  | Just Like That    | Indicado  |
| 2007 | AVN Award  | Best All-Girl Sex Scene, Film                        | Manhunters        | Indicado  |
| 2007 | AVN Award  | Best Group Sex Scene, Film                           | Fuck              | Venceu    |
| 2007 | AVN Award  | Best New Starlet                                     | –                 | Indicado  |
| 2007 | AVN Award  | Best Supporting Actress, Film                        | Manhunters        | Venceu    |
| 2007 | FAME Award | Hottest Body                                         | –                 | Finalista |
| 2007 | FAME Award | Favorite Ass                                         | –                 | Indicado  |
| 2008 | AVN Award  | Best Actress, Video                                  | Coming Home       | Indicado  |
| 2008 | AVN Award  | Female Performer of the Year                         | –                 | Indicado  |
| 2008 | FAME Award | Favorite Female Starlet, Favorite Ass & Hottest Body | –                 | Indicado  |
| 2008 | XRCO Award | Single Performance - Actress                         | Coming Home       | Indicado  |
| 2008 | XRCO Award | Best On-Screen Chemistry                             | -                 | Indicado  |
| 2009 | AVN Award  | Best Actress                                         | Mouth             | Indicado  |
| 2009 | AVN Award  | Best All-Girl 3-Way Sex Scene                        | Cockstar          | Indicado  |
| 2009 | FAME Award | Hottest Body                                         | –                 | Indicado  |
| 2010 | AVN Award  | Best All-Girl Group Sex Scene                        | House of Wicked   | Indicado  |
| 2010 | AVN Award  | Best Group Sex Scene                                 | 2040              | Venceu    |
| 2010 | AVN Award  | Best Supporting Actress                              | 2040              | Indicado  |
| 2010 | FAME Award | Hottest Body                                         | –                 | Indicado  |
| 2010 | XBIZ Award | Acting Performance of the Year, Female               | Spin the Bottle   | Indicado  |
| 2011 | AVN Award  | Best Group Sex Scene                                 | Speed             | Indicado  |
| 2011 | AVN Award  | Best Supporting Actress                              | Speed             | Indicado  |
| 2011 | XBIZ Award | Acting Performance of the Year, Female               | Speed             | Indicado  |
| 2012 | AVN Award  | Best Group Sex Scene                                 | A Hardcore Parody | Indicado  |